# 総統地下壕

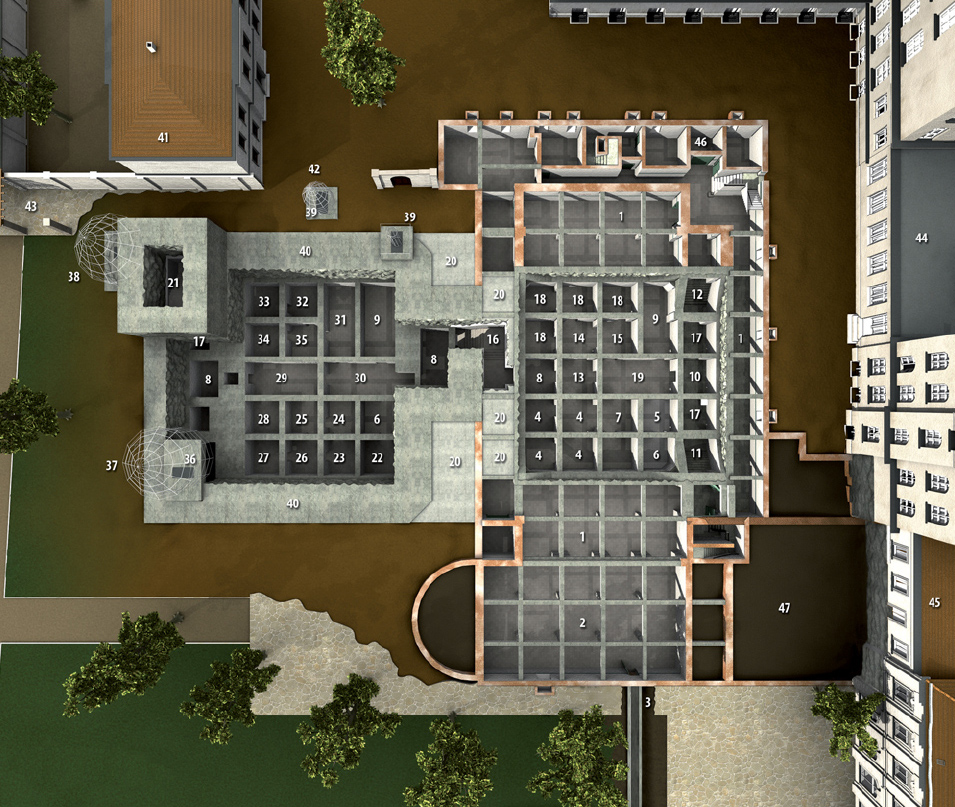
総統地下壕見取り図
左側が総統地下壕、右側は旧地下壕

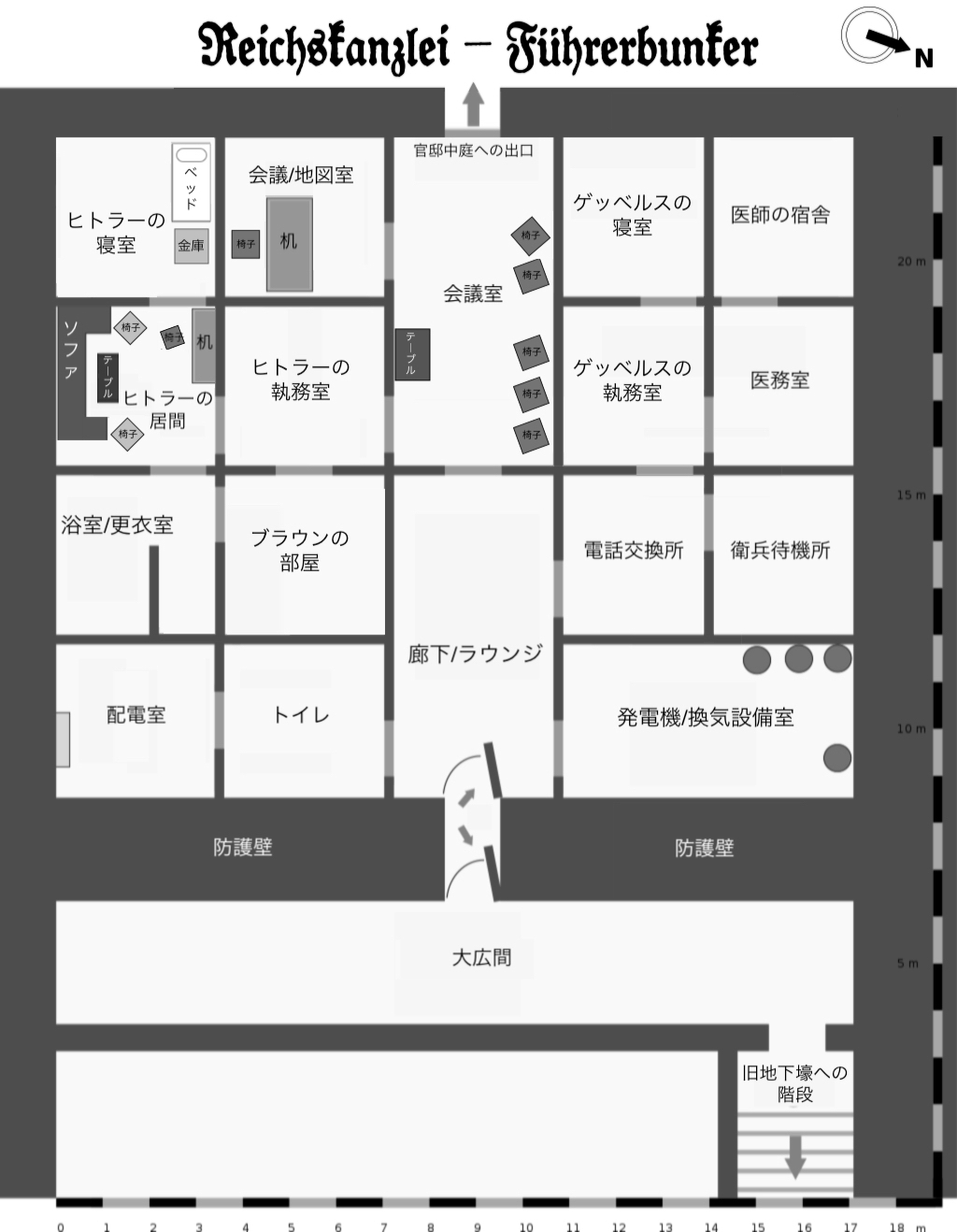
総統地下壕の見取り図

総統地下壕（そうとうちかごう、独:  Führerbunker）は、ドイツのベルリンにあった総統官邸の地下壕を指す。

## 概要
1935年、総統アドルフ・ヒトラーは総統官邸の中庭に地下壕を設置させた。当時は主要施設に地下壕を設けるのは特別なことではなかった。戦況の悪化を受けて、1943年に防御機能を高めた地下壕が新たに建造された。二つの地下壕は階段で接続されており、約30の部屋に仕切られていた。新造部分は「Führerbunker（フューラーブンカー、総統地下壕）」と呼ばれ、旧造部分は「Vorbunker（フォアブンカー、旧地下壕。字義通りに解釈すれば、総統地下壕の手前に位置する地下壕）」と呼ばれた。
総統地下壕は攻撃に耐えられるよう、厚さが上面で4メートル、四周と下面では最低でも2.5メートルもの強化コンクリートによって造られ、深さは15メートルに達した。構造は極めて強固で、空襲や赤軍によるベルリンの戦いにも耐え抜いた。
地下壕は総統大本営としての役割を果たしており、国防軍最高司令部（OKW）や陸軍総司令部（OKH）、空軍総司令部（OKL）といった国防軍の中枢に関わる人物がここで勤務していた。ヒトラーが関係者以外の立ち入りを禁じたため、彼の恋人で後に妻となるエーファ・ブラウンら部外者は空襲時に避難する以外は地下壕に立ち入らなかった。
1945年1月16日からヒトラーはここでの生活を始めた。ヒトラーと宣伝相のヨーゼフ・ゲッベルスらが総統地下壕に居住し、彼の家族やナチ党官房長マルティン・ボルマン等他の者は旧地下壕に居住した。赤軍がベルリンに迫った4月15日、疎開先のベルクホーフからベルリンに移っていたエーファは家具を地下壕の自室に運び入れさせ、ヒトラーの側で生活することを決めた。ヒトラーや軍需相アルベルト・シュペーアが避難を勧告したが、彼女は頑として応じなかった。
ヒトラーはベルリン市街戦末期の1945年4月30日にここで自殺した。なお、この直前にここでエーファと結婚していた。翌日には後継首相のゲッベルスも自殺し、5月2日には赤軍に占領された。
しかしヒトラーの生存説は戦後後を絶たず、多くの人々を緊張させた。特に1992年にヒトラーの死亡記事は世間を騒がせた。

## ベルリン攻防戦当時の地下壕

### 総統誕生日
4月20日、ヒトラーは56歳の誕生日を地下壕で迎えた。ヒトラーの誕生日を祝うために空軍総司令官ヘルマン・ゲーリング国家元帥、海軍総司令官カール・デーニッツ元帥、OKW総長ヴィルヘルム・カイテル元帥、外相ヨアヒム・フォン・リッベントロップといった政軍の高官が集まった。同日午前、ベルリン市内に対する赤軍の砲撃が始まり、いよいよベルリンが戦場となることは明白であった。
ヒトラーに祝意を表明した後、ゲーリングとカイテルはOKWとOKH、OKLの大部分の機能をベルリンから避難させる許可を求めた。ヒトラーは許可を与え、ゲーリングらの同行も認めた。さらに北部ドイツの軍指揮権をデーニッツに委託した。この時点では南部ドイツの指揮権については言明せず、ボルマンをはじめとして、ヒトラーがやがて南部に避難すると見る者も存在した。しかし翌21日未明になってベルリンを離れない意志を言明し、オーバーザルツベルクに「狼はベルリンにとどまる」という電文が打電された。狼はヒトラー個人を指す暗号である（アドルフは「高貴な狼」という意味であり、またヒトラーはしばしば「狼」という意味のヴォルフという偽名を使用していたため）。しかしゲーリング、デーニッツら軍高官は決定に従い、ベルリンを離れることになった。

### ベルリンの孤立
4月22日午後3時、総統地下壕で作戦会議が開かれた。しかし、ベルリン防衛の不活発さに激怒したヒトラーは自殺をほのめかし、その意志はボルマンを始めとする幹部にも伝えられ、壕内の人々にも伝わった。カイテルとOKW作戦部長アルフレート・ヨードル上級大将、ボルマンらが説得したためヒトラーの興奮は落ち着きを見せたが、カイテルらの避難勧告には応じなかった。同日午後8時45分、総統副官のカール＝イェスコ・フォン・プットカマー海軍少将、ユリウス・シャウブ親衛隊大将、ヒトラーの主治医テオドール・モレル、秘書のヨハンナ・ヴォルフとクリスタ・シュレーダーなどの職員が地下壕から退去し、オーバーザルツベルクにあるヒトラーの山荘「ベルクホーフ」に避難した。しかし、エーファや秘書のトラウデル・ユンゲ、ゲルダ・クリスティアンらはヒトラーの勧告にもかかわらず、退去に応じなかった。一方、午後8時にはゲッベルスの夫人マクダとその6人の子が地下壕に入り生活するようになった。
4月23日、ヨードルから「ヒトラーの自殺意志」を聞いた空軍参謀総長カール・コラーが地下壕を脱出し、オーバーザルツベルクのゲーリングの元に向かった。これを受けたゲーリングは連合国との降伏交渉を始めるべく、ヒトラーに総統権限の委譲を確認する電文を送る。激怒したヒトラーはゲーリングの全ての官職を剥奪し、逮捕と監禁を命じた。この日のうちにリッベントロップはベルリンからドイツ北部に疎開し、翌4月24日未明にはシュペーアが地下壕から退去した。
この頃の地下壕の様子をシュペーアは「英雄気取りのゲッベルス、疲れ切ったヒトラー、権力闘争に燃えるボルマン、異常な多数者の中で、エーファだけが冷静であった」と回顧している。同日、ベルリンの北、ラインスベルク近郊ノイルーフェン基地にカイテルやヨードルをはじめとするOKWとOKHの人員が集まった。ヒトラーの許可を得てOKHの統帥任務は解除され、OKWがこれを吸収してベルリン防衛の指揮を取ることになった。
4月25日正午頃、ベルリン市は赤軍によって完全に包囲された。

### 最期への日々
4月26日、空軍のローベルト・フォン・グライム上級大将が飛行士ハンナ・ライチュの操縦する飛行機に乗ってベルリン市内に入った。赤軍の対空砲火を切り抜け、砲撃で破壊された滑走路を使っての強行着陸であり、地下壕の人々は大いに沸き立った。フォン・グライムは即日元帥に昇格し、ゲーリングの後任の空軍総司令官に任命された。
4月27日、エーファの妹グレートルの夫であり、親衛隊全国指導者連絡官のヘルマン・フェーゲライン親衛隊中将が国外逃亡を図ったとして逮捕された。28日には親衛隊全国指導者ヒムラーが単独で和平交渉を行っていることが発覚した。フェーゲラインは処刑され、ヒムラーは全ての役職から解任された。
4月29日午前0時頃、フォン・グライム元帥とライチュがヒトラーの指示でベルリンを脱出した。この時、地下壕にいた者たちがライチュに手紙を託している。その後、ヒトラーは秘書官のユンゲを呼び出して、政治的遺言と個人的遺言の口述を行った。
政治的遺言では自らのこれまでの運動を総括し、自らの死後に発足する新内閣の閣僚指名を行い、大統領にデーニッツ、首相にゲッベルス、ナチ党担当大臣としてボルマンを指名した。また、個人的遺言ではエーファとの結婚や自殺後の遺体処理方法、遺産の管理を明らかにした。
遺言書の口述が終わった午前3時頃、ヒトラーとエーファは結婚式を挙げた。ゲッベルスとボルマンが立会人と介添えを行い、ベルリン大管区監督官ヴァルター・ワグナーによって結婚登録が行われた。その後、小会議室で簡単な披露宴が行われた。午前4時、ユンゲ夫人はヒトラーに清書した遺言書を見せ、ヒトラーやボルマンらの署名を受けた。ゲッベルスは遺言書に補遺として自らがベルリンで死ぬことを書き記した。
4月29日午前8時、ヒトラーは遺言書をデーニッツ、中央軍集団司令官フェルディナント・シェルナー元帥、そしてナチ党発祥の地であるミュンヘンの党本部に届けるよう使者を送り出した。このほか幾人かの総統副官に脱出許可を与えた。
午後3時、ヒトラーはベニート・ムッソリーニ処刑の報道を知った。午後6時、ゲッベルスの子供らも招いて「ベルリン市民とのお別れ」パーティーが行われた。午後10時には作戦会議が行われ、ベルリン防衛軍司令官のヘルムート・ヴァイトリング大将から戦闘は4月30日夜までしか継続できないという連絡が入った。午後11時、総統付き副官ニコラウス・フォン・ベロー空軍大佐が、カイテルに宛てたヒトラーの書簡を持って地下壕を脱出した。ただし、ベローは途上で身の危険を感じて書簡を破棄したため、正確な内容は伝わっていない。

### 終焉
4月30日午前2時、地下壕に残った女性秘書たちのためのパーティーが行われた。このパーティーの最中、ヒトラーは内科主治医であるヴェルナー・ハーゼ親衛隊中佐に自殺方法について相談している。ハーゼは青酸カリと拳銃を併用する自殺方法を提案した。すでにヒトラーは主治医のルートヴィヒ・シュトゥンプフエッガー親衛隊中佐から、自殺用の青酸カリのカプセルを受け取っていたが、ヒトラーは青酸カリの効力に疑問を抱いていた。そこでヒトラーの愛犬であるブロンディが実験台となり、青酸カリで薬殺された。
正午、ヒトラーはボルマンとオットー・ギュンシェ親衛隊少佐に、午後3時に自殺することを伝え、遺体を焼却することと、地下壕は爆破せずにそのまま残すことを命令した。午後1時、ヒトラーはユンゲとクリスティアン、専属料理人のコンスタンツェ・マンツィアーリーを同席させて最後の食事を取った。
午後3時、総統地下壕の廊下に側近が整列し、ヒトラー夫妻との最後の別れを行った。居合わせた全員が無言であり、ただ握手を交わすのみであったという。ヒトラーとエーファはヒトラーの居間に入り、ハインツ・リンゲ親衛隊少佐が扉の鍵を閉めた。午後3時40分、ゲッベルスらが居間に入るとソファの手前でエーファ、奥にヒトラーが死んでいた。シュトゥンプフエッガーがヒトラー夫妻の検死を行い、死亡を確認した。
午後4時、総統官邸中庭に掘られた穴にヒトラー夫妻の遺体が置かれ、ガソリン180リットルを注いだ上で、ボルマンが点火を行って遺体は焼却された。ヒトラーがいなくなると地下壕には虚脱感が広まった。午後6時、ボルマンは新大統領に指名されたデーニッツに連絡を取り、大統領就任を伝えた。
5月1日、地下壕から参謀総長ハンス・クレープス大将が脱出し、赤軍第8親衛軍司令官ワシーリー・チュイコフ上級大将に停戦の申し入れを行った。クレープスはベルリン防衛軍の無条件降伏を条件とする一時停戦で合意したが、降伏を認めないゲッベルスは拒否した。午後3時15分、ゲッベルスはデーニッツにヒトラーの自決とデーニッツによるヒトラーの死の公表を委任する電報を送った。午後5時頃、ゲッベルスの6人の子供たちが青酸カリで毒殺された。午後6時半、ゲッベルスは最後の閣議を行い、午後8時半にゲッベルスとマクダは拳銃で自殺した。なお、ゲッベルスとマクダが自殺に使ったのは拳銃自殺ではなく青酸カリを服用して死んだ説、青酸カリを飲んだ後に親衛隊員に銃で止めを刺させた説などもある。
同日、ベルリン防衛軍司令官ヘルムート・ヴァイトリング大将は赤軍に降伏を申し入れ、その交渉の間に地下壕の人々は脱出することになった。クレープスと総統副官ヴィルヘルム・ブルクドルフ大将は地下壕で自決したが、残った地下壕の人々は10組に分かれて脱出した。
5月2日、ベルリン防衛軍は正式に降伏し、地下壕は赤軍に占領された。

## 戦後

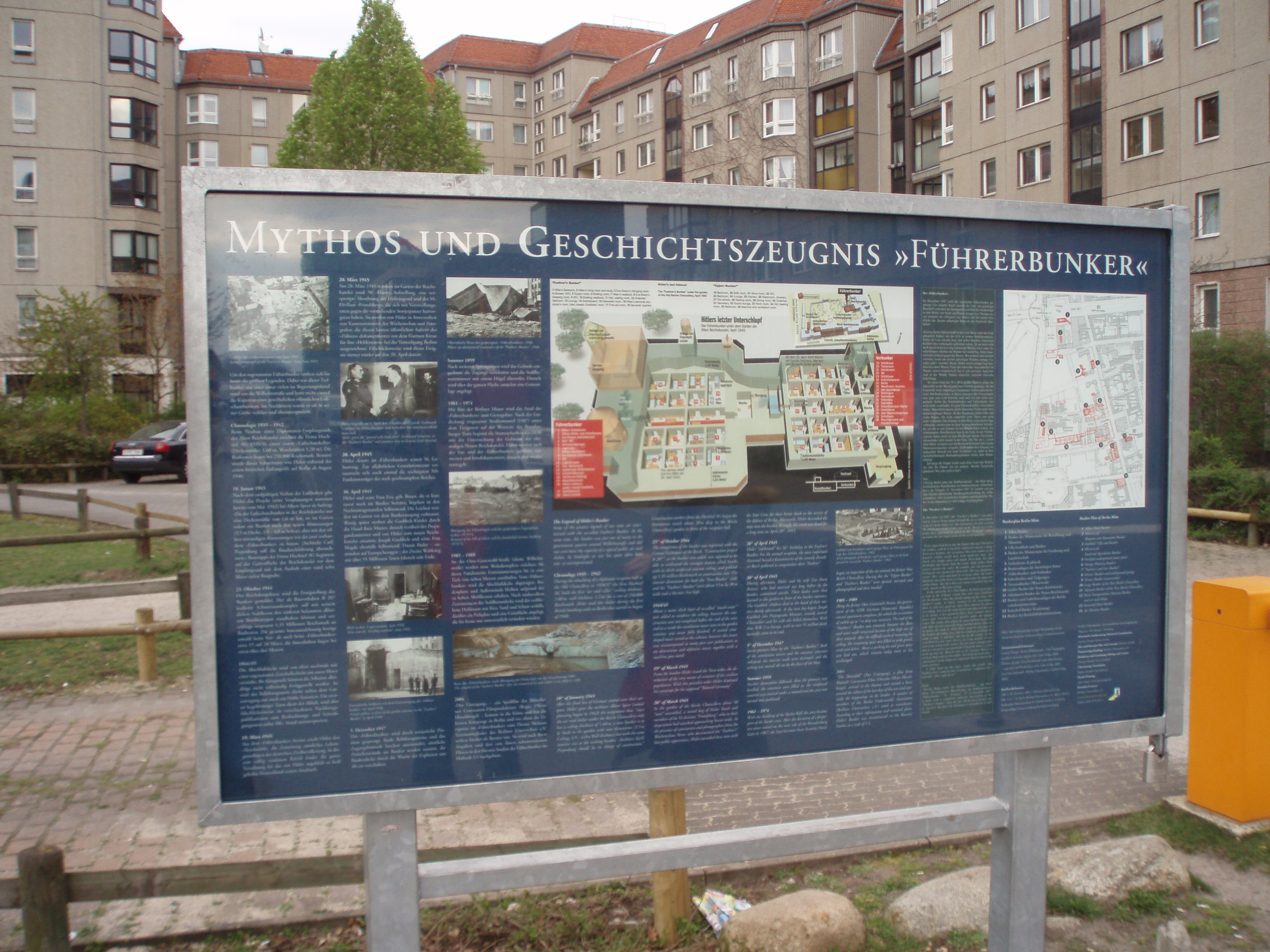
総統地下壕跡の案内板

戦後はソ連や旧東ドイツ政府によって取り壊そうと試みられたが、あまりにも強固な作りだったために爆破・撤去することはできなかった。1980年代の大規模宅地開発の際にも掘り起こされたが、後に埋め戻されている。
1990年に爆破を逃れて残っていた総統官邸地下壕の一部が発見された。
ネオナチの聖地になる懸念から長年跡地を示すものは特に無かったが、2006年6月8日に案内板が設置された。現在の跡地には駐車場などが存在する。

## ギャラリー

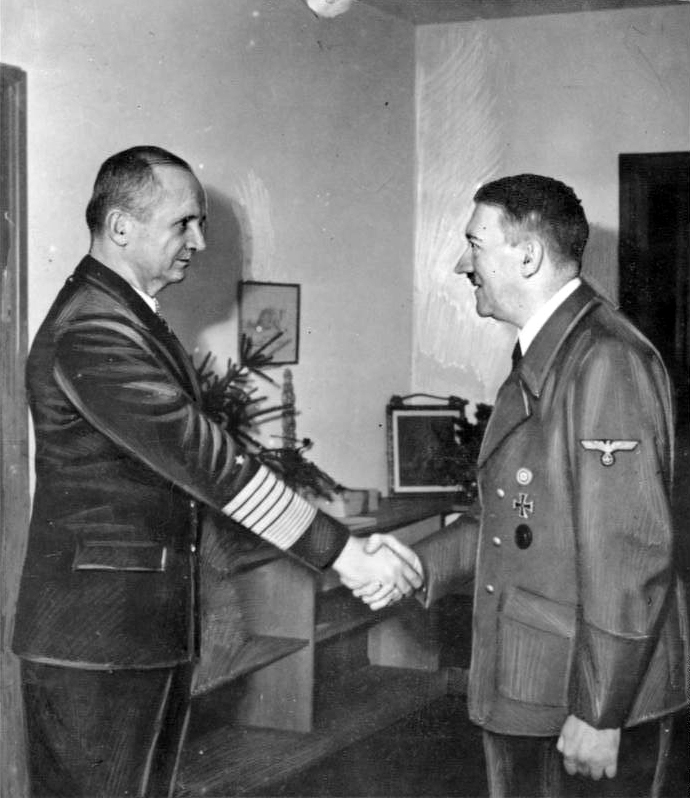
総統地下壕で会見するデーニッツとヒトラー。1945年撮影
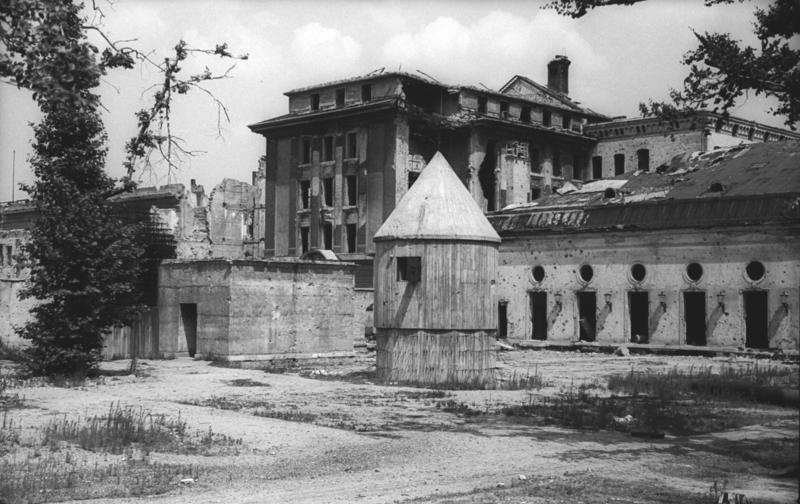
戦後、解体される直前の総統官邸中庭。1947年7月撮影
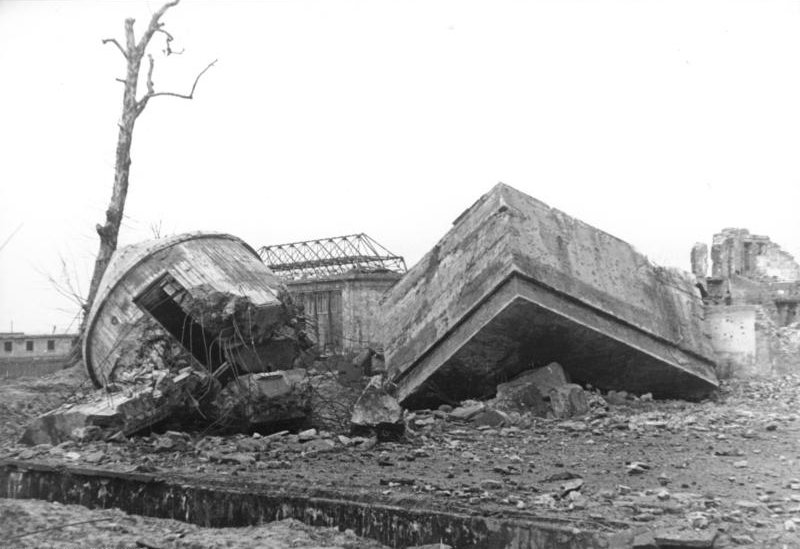
爆破された総統官邸。1947年12月撮影

## 参考書籍
- 児島襄 『第二次世界大戦・ヒトラーの戦い』（文春文庫）
- ダーフィット・デ・ヨング 著、来住道子 訳『ナチスと大富豪 : 裁かれなかった罪』河出書房新社、2024年5月。ISBN 978-4-309-22918-8。
- 前川道介『炎と闇の帝国 : ゲッベルスとその妻マクダ』白水社、1995年7月。ISBN 4-560-02889-3。
- アンナ・マリア・ジークムント 著、平島直一郎,西上潔 訳『ナチスの女たち』東洋書林、2009年7月。ISBN 978-4-88721-761-4。
- ジェイムズ・ワイリー 著、大山晶 訳『ナチの妻たち : 第三帝国のファーストレディー』中央公論新社、2020年11月。ISBN 978-4-12-005351-1。